# 欧尔莫德
欧尔莫德，是匈牙利沃什州所辖的一个村，总面积3.66平方公里，总人口101，人口密度27.6人/平方公里（2010年1月1日）。